# 78A busz (Szeged)
A szegedi 78A jelzésű autóbusz a Mars tér (üzletsor) és Béketelep, MEDIKÉMIA között közlekedik, hurokjárati jelleggel. A Mars térről előbb Rókus felé megy, majd a Béketelepen keresztül tér vissza a Mars térre. Ellenkező irányban a 78-as busz jár. A viszonylatot a Volánbusz Zrt. üzemelteti.

## Története
2012. április 10-étől a 78-as járat útvonalát lerövidítették, Béketelep felől a Vértói útnál visszafordultak a buszok 78A járatként szombaton délután és vasárnapokon. 2012. november 1-jétől az útvonalát visszaállították.
2023. szeptember 1-től a járatok a Vinkler László úton járnak. 2024. január 1-től a járatok kifelé továbbra is a Liliom lakóparkon keresztül jár, viszont visszafelé a Nagyszombati utcán jár.2024. január 1-től a járat elmegy az Auchan áruházig.
| Mars tér (üzletsor) → Rókus → Auchan áruház → Béketelep → Mars tér (üzletsor) |
| --- |
| Mars tér (üzletsor) vá. – Kossuth Lajos sugárút – Rókusi körút – Vértói út – Zsámbokréti sor – Vinkler László út - Zápor út - Auchan - Zápor út - Régiposta utca – Nagyszombati utca - Zsámbokréti sor - Vértói út - Rókusi krt. - Kossuth Lajos sugárút – Mars tér (üzletsor) vá. |

## Megállóhelyei
Az átszállási kapcsolatok között az ellenkező irányban közlekedő 78-as busz nincs feltüntetve!
| 0  | Mars tér (üzletsor) végállomás              | |
| 1  | Tavasz utca                                 | 1, 2 7F, 64, 67, 67Y, 71, 72, 72A, 75, 79H Helyközi buszok |
| 2  | Damjanich utca                              | 1, 2 7F, 64, 67, 67Y, 71, 72, 72A, 75, 79H |
| 5  | Kisteleki utca                              | 2 90, 90F, 90H |
| 6  | Rókusi víztorony                            | 2 5 90, 90F, 90H |
| 7  | Rókusi II. számú Általános Iskola           | 2 5 90, 90F, 90H |
| 9  | Vértói út                                   | 9 |
| 11 | Béketelep, MEDIKÉMIA                        | |
| 13 | Csallóközi utca                             | |
| 14 | Rengey utca                                 | |
| 15 | Nagyszombati utca (páros oldal)             | |
| 16 | Béketelepi Általános Iskola                 | |
| 17 | Cserje sor                                  | |
| 18 | Első Szegedi Ipari Park                     | |
| 19 | Tűzoltó utca                                | |
| 21 | Szeged, Rókus vasútállomás bejárati út      | 1 7F, 64, 67, 67Y, 71, 72, 72A, 75, 79H, 90H Helyközi buszok 1486, 1503, 1504 Szeged–Békéscsaba |
| 22 | Vásárhelyi Pál utca (Kossuth Lajos sugárút) | 1, 2 7F, 64, 67, 67Y, 71, 72, 72A, 75, 90, 90F |
| 23 | Damjanich utca                              | 1, 2 7F, 64, 67, 67Y, 71, 72, 72A, 75, 79H |
| 24 | Tavasz utca                                 | 1, 2 7F, 64, 67, 67Y, 71, 72, 72A, 75, 79H Helyközi buszok |
| 26 | Mars tér (üzletsor) végállomás              | 5, 7, 7A, 9, 19 7F, 21, 60, 60Y, 64, 67, 67Y, 70, 71, 71A, 72, 72A, 73, 73Y, 74, 75, 76, 76Y, 77, 77A, 77Y, 79H Helyközi buszok 1374, 1375, 1441, 1503, 1504, 1506, 1507, 1510, 1513, 1515, 1516, 1517, 1518, 1841 |